# Filippinspett
Filippinspett (Yungipicus maculatus) är en fågel i familjen hackspettar inom ordningen hackspettartade fåglar. Den förekommer i Filippinerna. Beståndet anses vara livskraftigt.

## Utseende och läte
Filippinspetten är en liten svartvit hackspett. Undersidan är vit med mörka fläckar, medan ovansidan är mörkbrun med vita tvärband på ryggen och vita band på huvudet. Där syns även ett fläckigt mustaschstreck och hos hanen en röd täckning på baksidan. Bland lätena hörs en kort och något metallisk, skallrande drill.

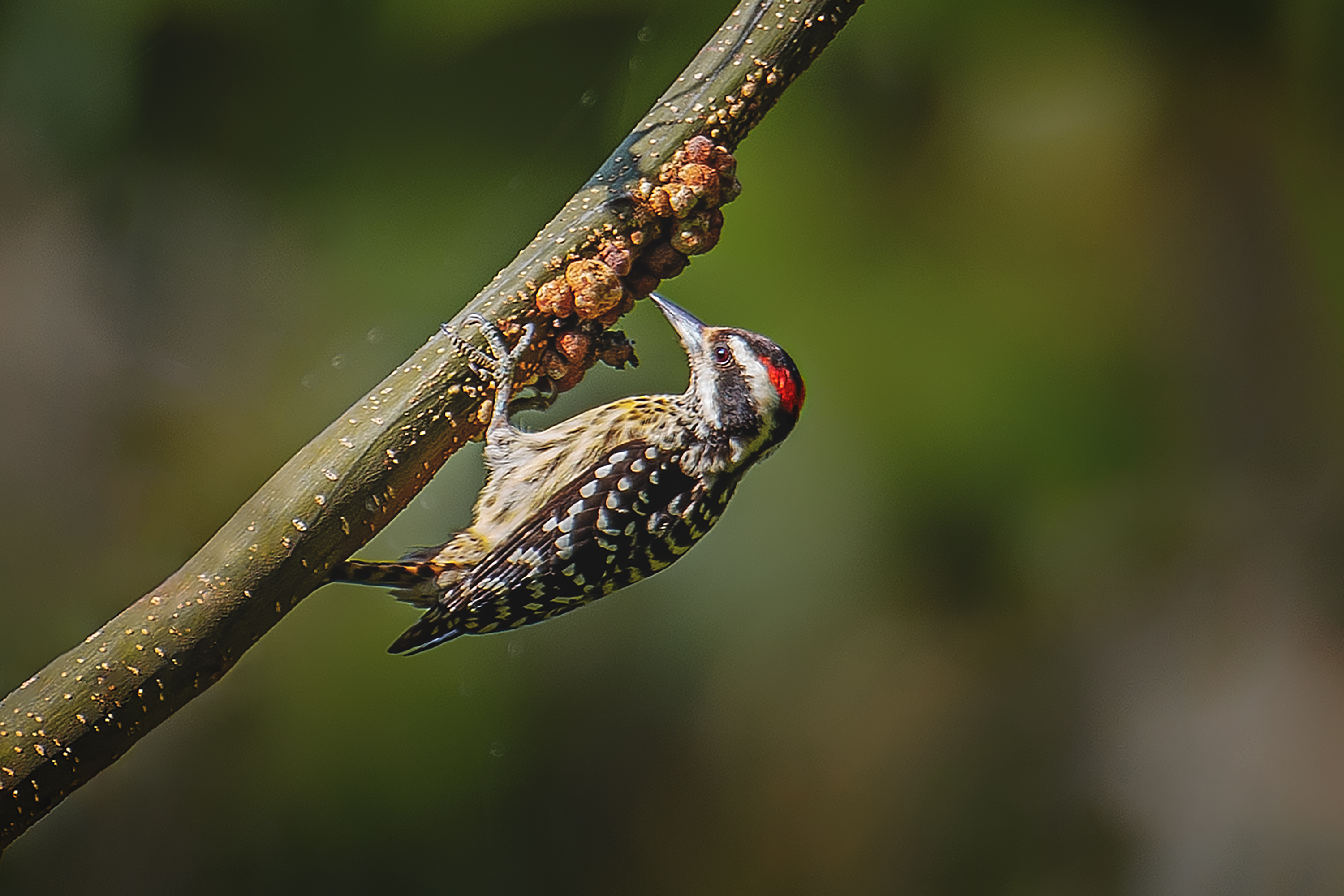
Filippinspett på Mindanao.

## Utbredning och systematik
Filippinspett förekommer i Filippinerna och delas in i tre underarter med följande utbredning:
- Yungipicus maculatus validirostris – Catanduanes, Lubang, Luzon, Marinduque, Mindoro
- Yungipicus maculatus maculatus – Sibuyan, Cebu, Guimaras, Negros, Panay och Gigantes
- Yungipicus maculatus fulvifasciatus – Samar, Calicoan, Leyte, Bohol, Basilan, Mindanao och Dinagat

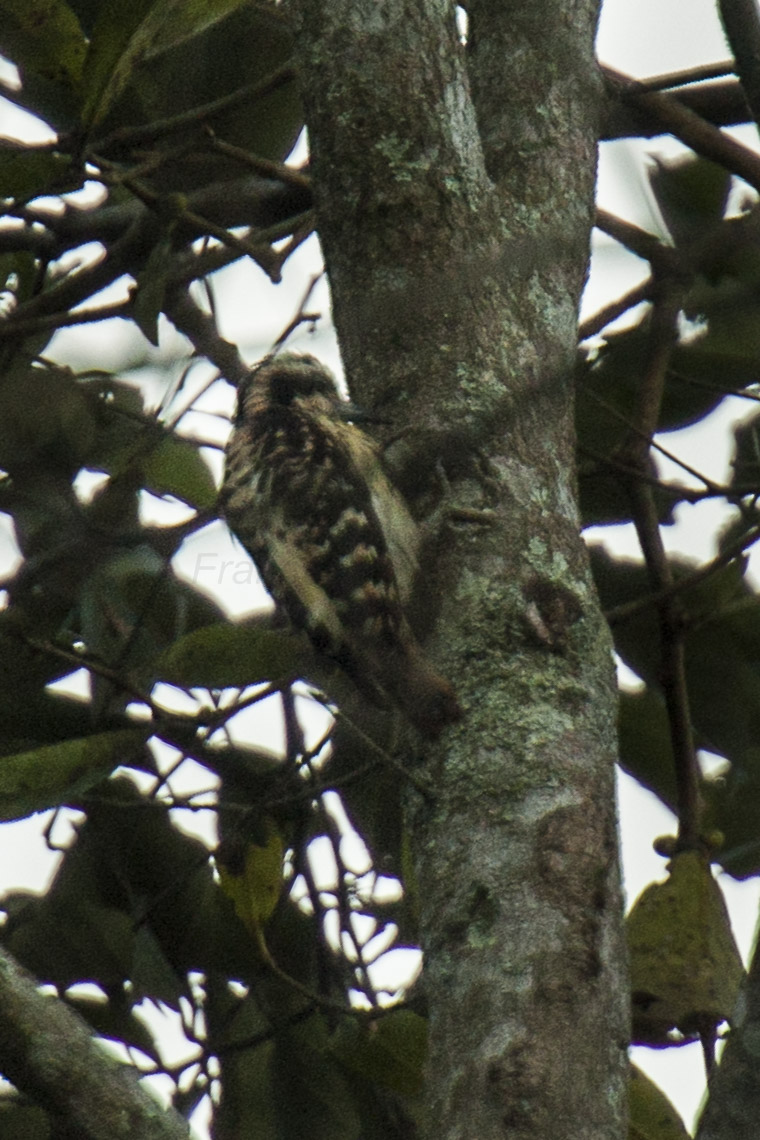

Tidigare betraktades suluspett (Y. ramsayi) som en underart till filippinspett, men erkänns nu allmänt som en egen art.

### Släktestillhörighet
Tidigare placerades den i släktet Dendrocopos och vissa gör det fortfarande. DNA-studier visar dock att den står närmast tretåig hackspett (Picoides tridactylus) och förs numera oftast tillsammans med några andra asiatiska små hackspettar till Yungipicus.  Andra, som Birdlife International, inkluderar den dock i Picoides.

## Status och hot
Arten har ett stort utbredningsområde, men tros minska i antal, dock inte tillräckligt kraftigt för att den ska betraktas som hotad. Internationella naturvårdsunionen IUCN listar arten som livskraftig (LC).